# Gioia dei Marsi
Gioia dei Marsi – miejscowość i gmina we Włoszech, w regionie Abruzja, w prowincji L’Aquila.
Według danych na rok 2004 gminę zamieszkiwały 2284 osoby, 36,3 os./km².